# Придорожный, Алексей Владимирович
Алексе́й Влади́мирович Придоро́жный (род. 27 августа 1981, Сургут, Тюменская область) — российский шахматист, гроссмейстер (2011). Чемпион России по рапиду (2019) и блицу (2022).
Участник пяти Кубов мира (2005—2011, 2019). Участник Олимпиады 2010 в составе 3-й сборной России. В 2013 году участвовал в чемпионате мира по рапиду и блицу.
В составе команды «Югра» стал бронзовым призёром командного чемпионата России 2013, серебряный призёр клубного кубка Европы 2010.

## Выступления
| Год  | Город           | Турнир                   | + | − | = | Результат  | Место |
| ---- | --------------- | ------------------------ | - | - | - | ---------- | ----- |
| 2001 | Элиста          | 54-й чемпионат России    | 4 | 5 | 0 | 4 из 9     | 38—47 |
| 2002 | Краснодар       | 55-й чемпионат России    | 1 | 2 | 6 | 4 из 9     | 32—43 |
| 2015 | Санкт-Петербург | Мемориал Чигорина (блиц) | 9 | 1 | 3 | 10.5 из 13 | 3     |